# Whisper (film)
Pour les articles homonymes, voir Whisper.
Whisper, ou Murmure fatal au Québec, est un film américano-canadien réalisé par Stewart Hendler et sorti en 2007.

## Synopsis
Quand quatre personnes, trois hommes et une femme, kidnappent le fils d'une femme riche, les kidnappeurs se rendent compte peu à peu que le garçon n'est pas le petit enfant timide qu'on pourrait croire...

## Fiche technique
- Titre : Whisper
- Titre québécois : Murmure fatal
- Réalisation : Stewart Hendler
- Scénario : Christopher Borrelli
- Musique : Jeff Rona
- Directeur de la photographie : Dean Cundey
- Montage : Armen Minasian
- Distribution des rôles : Eyde Belasco et Maureen Webb
- Création des décors : Michael Joy
- Direction artistique : Paolo G. Venturi
- Décorateur de plateau : Penny A. Chalmers
- Création des costumes : Maya Mani
- Distribution : Universal Pictures
- Genre : Film dramatique, Film policier, Film d'horreur, Thriller
- Pays :  États-Unis |  Canada
- Durée : 94 minutes
- Dates de sortie en salles :
  -  Philippines : 16 mai 2007
  -  Belgique : 5 septembre 2007
- Dates de sortie en vidéo :
  -  États-Unis : 27 novembre 2007 (DVD)

## Distribution
Légende : VF = Version Française[réf. nécessaire] et VQ = Version Québécoise
- Josh Holloway (VF : Damien Boisseau ; VQ : Antoine Durand) : Max Truemont
- Sarah Wayne Callies (VF : Gaëlle Savary ; VQ : Catherine Proulx-Lemay) : Roxanne
- Julian Christopher (VQ : Yves Corbeil) : Mr. Harper
- Blake Woodruff (VQ : François-Nicolas Dolan) : David
- Joel Edgerton (VF : Jérôme Pauwels ; VQ : Sylvain Hétu) : Vince Delayo
- Michael Rooker (VF : Philippe Peythieu ; VQ : Marc Bellier) : Sydney Braverman
- Dulé Hill (VF : Frantz Confiac ; VQ : Thiéry Dubé) : L'inspecteur Miles
- Teryl Rothery (VF : Blanche Ravalec ; VQ : Hélène Mondoux) : Catherine Sandborn
- John Kapelos (VQ : Denis Michaud) : L'inspecteur Whitley
- Rekha Sharma (VQ : Viviane Pacal) : Mora